# Урульгинське сільське поселення
Урульги́нське сільське поселення (рос. Урульгинское сельское поселение) — сільське поселення у складі Каримського району Забайкальського краю Росії.
Адміністративний центр — село Урульга.

## Населення
Населення сільського поселення становить 3256 осіб (2019; 3461 у 2010, 3621 у 2002).

## Склад
До складу сільського поселення входять:
| Населений пункт | Населення, осіб (2002) | Населення, осіб (2010) |
| --------------- | ---------------------- | ---------------------- |
| Посельє, село   | 374                    | 311                    |
| Урульга, село   | 3247                   | 3150                   |